# Île Pastores
L'Île Pastores est une île du Panama située dans la baie d'Almirante appartenant administrativement à la province de Bocas del Toro. 

## Description
L'île fait partie de l'archipel de Bocas del Toro, séparant la baie d'Almirante de la laguna de Chiriquí. Elle est accessible en bateau.
L'île possède un phare.